# Elijah Galloway
Elijah Galloway († 4. März 1856) war ein britischer Erfinder und Ingenieur.
Nach Patenauflistungen arbeitete er um 1835 in den Grafschaften Middlesex und Surrey in Südengland. 
Galloway stellte 1844 einen Stoff mit dem Namen Kamptulikon aus Korkteilchen her, die durch Guttapercha (ein aus dem Milchsaft von Palaquiumbäumen {Seifenbaumgewächse; Malaysia, Indonesien} gewonnenes Produkt) miteinander verbunden wurden. Allerdings wurde die Erfindung am 14. Februar 1844 unter der Nr. 10054 nicht als Fußbodenbelag patentiert, sondern als Malgrund. 
Elijah Galloway baute 1846 die erste innenachsige Kreiskolben-Dampfmaschine. Er schuf die erste hubraumbildende Kraftmaschine, die keinen außen- oder innenverzahnten Kämmeingriff hatte, sondern einen sogenannten Kreiseingriff besitzt. Er verwendete sie als Schiffsmaschine und erreichte damit eine Leistung von 16 PS bei 4–500/min. Die Maschine konnte sich trotz ihrer genialen Einfachheit nicht gegen die immer vollkommener werdenden Hubkolben-Dampfmaschinen durchsetzen. Ihr Dampfverbrauch war wegen mangelnder Abdichtung viel zu hoch.